# Francielton Farias
Francielton Farias (12 de marzo de 1996) es un deportista braileño que compite en bádminton. Ganó una medalla de bronce en los Juegos Panamericanos de 2019, en la prueba de dobles.

## Palmarés internacional
| Juegos Panamericanos | Juegos Panamericanos | Juegos Panamericanos | Juegos Panamericanos |
| Año                  | Lugar                | Medalla              | Prueba               |
| -------------------- | -------------------- | -------------------- | -------------------- |
| 2019                 | Lima (Perú)          | Medalla de bronce    | Dobles               |